# 天主教翁多教區
天主教翁多教區 （拉丁語：Dioecesis Ondoensis）是尼日利亞一個羅馬天主教教區，屬伊巴丹總教區。
教區的前身是翁多-伊洛林宗座代牧區，成立於1943年1月12日，1950年4月18日升為教區並易名，時屬拉各斯總教區。1994年3月26日轉屬伊巴丹總教區。
教區位於翁多州，教座位於首府阿庫雷。2004年有教友198,722人（佔轄區總人口5.4%）、四十五個堂區、五十八個司鐸。現任教區主教為猶達‧阿約代吉‧阿羅貢達德。